# Mario Giaccone

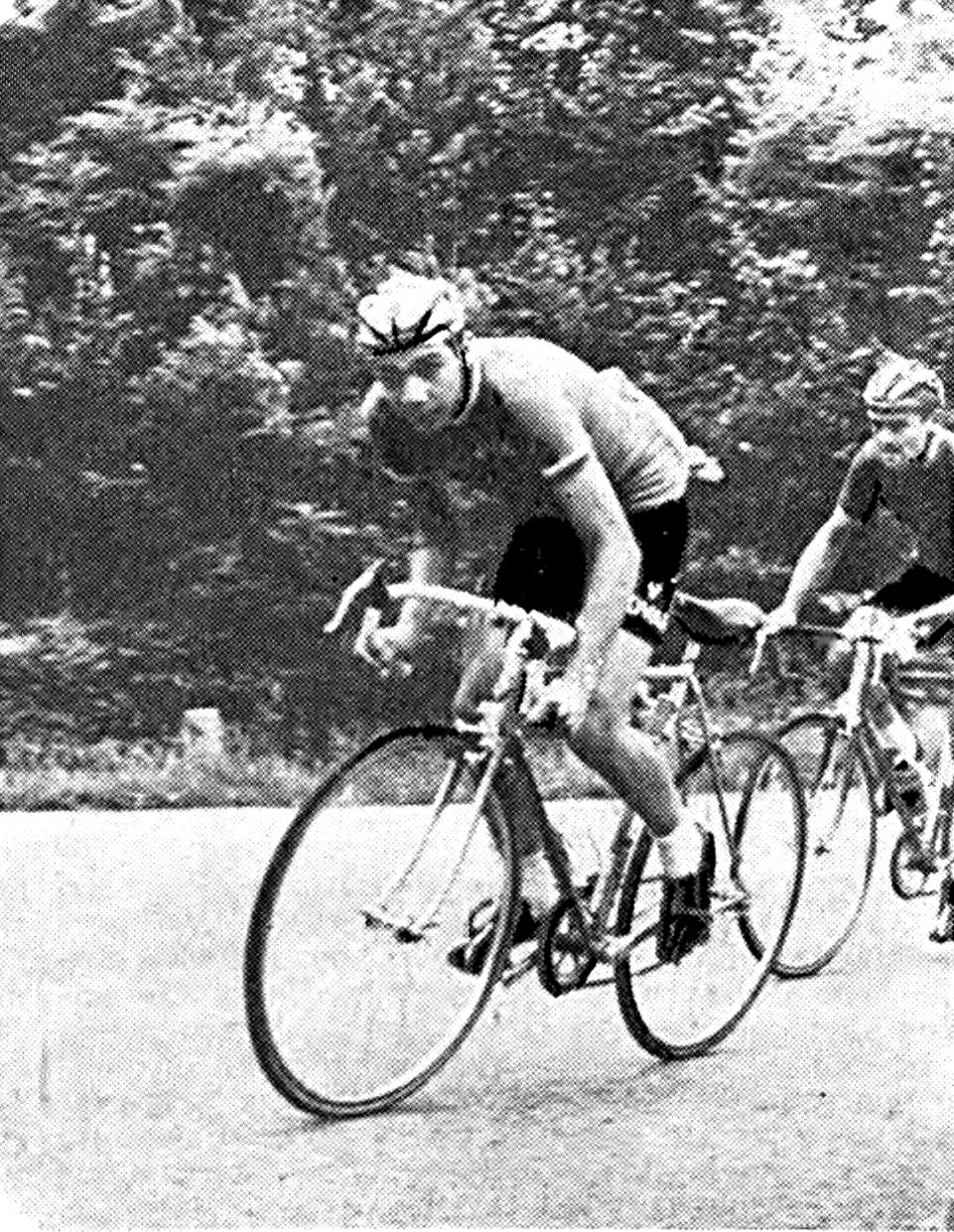
Mario Giaccone (1967)

Mario Giaccone (* 21. Juni 1945) ist ein ehemaliger italienischer Radrennfahrer.

## Sportliche Laufbahn
Mit 17 Jahren begann er mit dem Radsport. 1967 hatte er einen ersten größeren Erfolg, als er für die italienische Nationalmannschaft bei den Mittelmeerspielen an den Start ging und dort beim Sieg von Constantino Conti Dritter im Straßenrennen wurde. Zum Ende der Saison wurde er 12. in der Tour de l’Avenir, wobei er mehrere vordere Etappenplatzierungen erreichen konnte und auf zwei Etappen das Trikot des Führenden trug. Bis Oktober hatte er 12 Siege errungen, 1968 gewann er 14 Rennen.
Bei der Internationalen Friedensfahrt war er 1970 am Start und wurde dort 13. des Gesamtklassements. Im Giro Ciclistico d’Italia, der Ausgabe der Italienrundfahrt für Amateure, wurde er Dritter hinter dem Sieger Giancarlo Bellini. 1971 gewann er mit dem Giro Valli Aretini eines der bedeutendsten Straßenrennen für Amateure in Italien. Er startete für den Verein S.C. Pedale Ravennate.